# نيفين سباهيا
نيفين سباهيا (بالكرواتية: Neven Spahija) مواليد 6 نوفمبر 1962 في شيبينيك، جمهورية كرواتيا الاشتراكية، هو مدرب كرة سلة كرواتي ولاعب معتزل. وهو مدرب مساعد لفريق أتلانتا هوكس في الرابطة الوطنية لكرة السلة. درب عدة فرق مثل نادي أوليمبيا لكرة السلة، ساسكي باسكونيا، نادي سيبونا لكرة السلة، منتخب كرواتيا لكرة السلة، نادي كركا لكرة السلة، نادي أفتودور ساراتوف لكرة السلة، روزيتو شاركز، ليتوفوس رايتس، مكابي تل أبيب لكرة السلة، فالنسيا باسكت، فنربخشة لكرة السلة وأتلانتا هوكس.

## روابط خارجية
- نيفين سباهيا على موقع سبورتس رفرنس (الإنجليزية)
- نيفين سباهيا على موقع الدوري الإسباني لكرة السلة (الإسبانية)